# Heteroconus major
Heteroconus major är en skalbaggsart som beskrevs av Roger Paul Dechambre 1976. Heteroconus major ingår i släktet Heteroconus och familjen Dynastidae. Inga underarter finns listade i Catalogue of Life.